# Juwal Ne’eman
Juwal Ne’eman (heb.: יובל נאמן, ur. 14 maja 1925 w Tel Awiwie, zm. 26 kwietnia 2006 tamże) – izraelski żołnierz, fizyk i polityk. Laureat Nagrody Einsteina (1970).

## Życiorys
Ukończył szkołę średnią w wieku 15 lat i rozpoczął studia inżynieryjne w Technionie, w tym czasie wstąpił do tajnej organizacji Hagana. W czasie wojny izraelsko-arabskiej służył jako zastępca batalionu, w późniejszych latach pracując w sztabie Sił Obronnych Izraela opracował pierwszą doktrynę obronną Izraela oraz system mobilizacyjny i wprowadził w życie obecny model armii izraelskiej opierającej się na rezerwistach. W latach 1958–60 był attaché wojskowym w Londynie, gdzie w tym czasie studiował i otrzymał doktorat z fizyki z Imperial College London. Został zdemobilizowany w 1961 w stopniu pułkownika.
W 1962 niezależnie od Murraya Gell-Manna opracował klasyfikację hadronów znaną współcześnie jako model kwarkowy. Został pominięty przy przyznawaniu Nagrody Nobla, którą za to odkrycie otrzymał Gell-Mann. Był autorem hipotezy, że:
„kierunek czasu odczuwany przez kaony jest bezpośrednio związany z ruchem kosmologicznym. Dlatego gdyby Wszechświat się kurczył, a nie rozszerzał, czasowa asymetria miałaby przeciwny kierunek, a materia we Wszechświecie kurczącym się jest identyczna jak antymateria we Wszechświecie rozszerzającym się”.
Pod koniec lat 70. był, obok Ge’uli Kohen, jedynym z założycieli prawicowej partii Techijja, która w wyborach parlamentarnych w 1981 wygrała trzy mandaty w Knesecie, a Ne’eman został deputowanym. Rok później Ne’eman został ministrem ds. Nauki i Rozwoju, w późniejszym czasie ministerstwo to zmieniło nazwę na „Ministerstwo Nauki i Technologii”. Uzyskiwał reelekcję w wyborach w 1984 i 1988. 30 stycznia 1990 zrezygnował z zasiadania w parlamencie, mandat po nim objął Gerszon Szafat. W rządzie pracował do 1992.